# 道の駅山之口

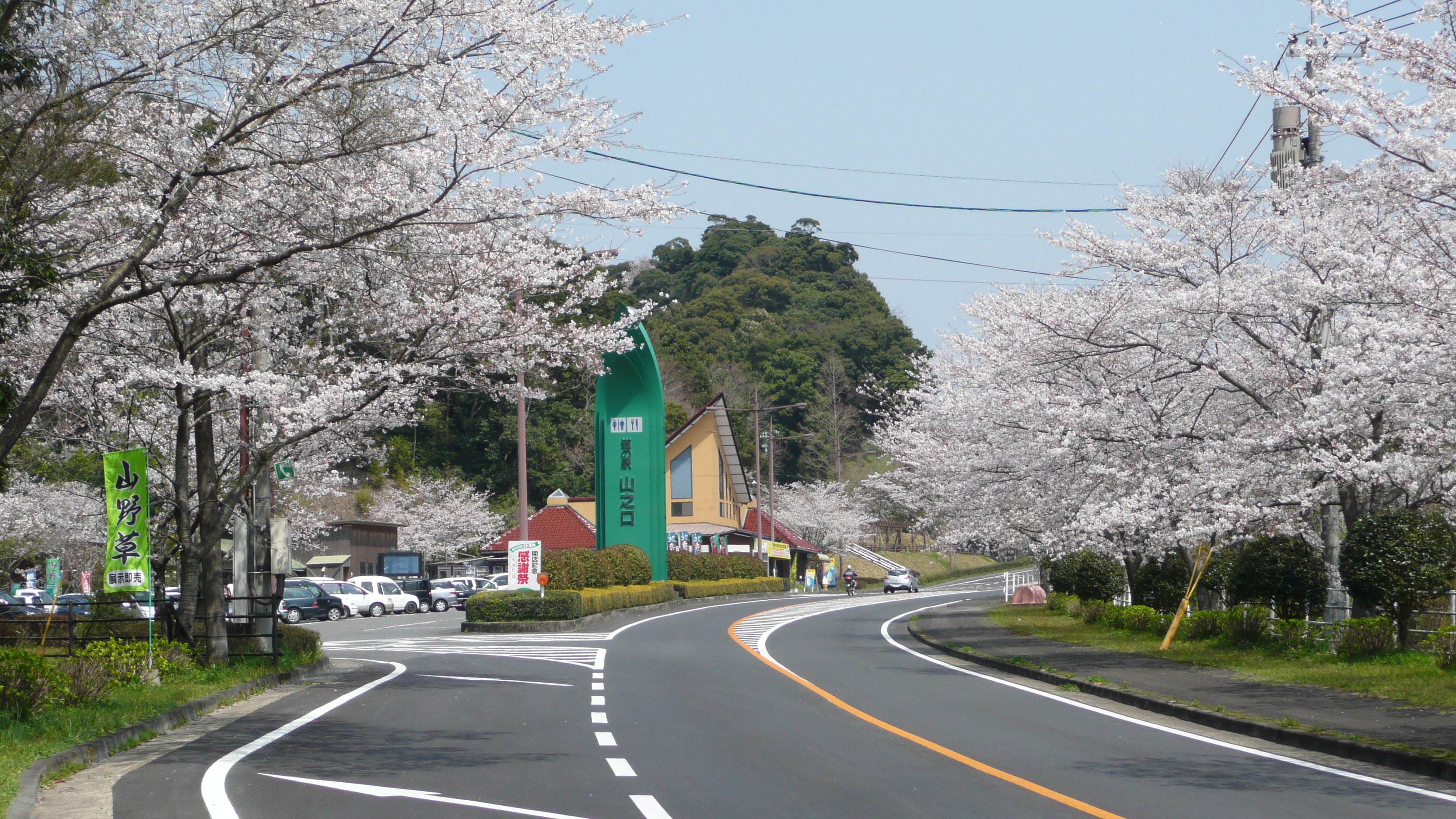
道の駅周辺は桜並木が広がる

道の駅山之口（みちのえき やまのくち）は、宮崎県都城市にある国道269号の道の駅である。

## 施設
- 駐車場
  - 普通車：40台
  - 大型車：34台
  - 身障者用：3台
- トイレ（いずれも24時間利用可能）
  - 男：大 3器、小 5器
  - 女：6器
  - 身障者用：1器
- 公衆電話
- 公衆FAX
- レストラン「あじさい館」（10:30 - 19:00（3月 - 10月）、10:30 - 18:00（11月 - 2月））
- 喫茶店
- 物産館「ドリーム山之口」
- 公園

## 休館日
- 年末年始

## アクセス
- 国道269号 - 登録路線

## 周辺
- JR日豊本線 青井岳駅
- 天神ダム